# Gobemouche de McGrigor
Niltava macgrigoriae
Espèce
Statut de conservation UICN

 LC  : Préoccupation mineure
Le Gobemouche de McGrigor (Niltava macgrigoriae) est une espèce de passereaux de la famille des Muscicapidae.

## Répartition et sous-espèces
Selon la classification de référence du Congrès ornithologique international (14.2, 2024) :
- N. m. macgrigoriae (Burton, 1836) — centre/ouest de l'Himalaya ;
- N. m. signata (McClelland, 1840) — est de l'Himalaya, Patkai, sud de la Chine et nord de l'Indochine.

## Systématique
Le nom valide complet (avec auteur) de ce taxon est Niltava macgrigoriae (Burton (d), 1836).
L'espèce a été initialement classée dans le genre Phoenicura sous le protonyme Phoenicura macGrigoriae Burton, 1836.
Ce taxon porte en français le nom vernaculaire ou normalisé suivant : Gobemouche de McGrigor.
Niltava macgrigoriae a pour synonymes : 'Phoenicura macGrigoriae.

### Étymologie
Son épithète spécifique, macgrigoriae, lui a été donnée en l'honneur de Jane Grant McGrigor (d) (?-1902), l'unique fille du physicien, botaniste et chirurgien militaire écossais James McGrigor (en) (1771-1858).